# Boardman (Ohio)
Boardman è un census-designated place degli Stati Uniti d'America, nella Contea di Mahoning nello Stato dell'Ohio.
Si trova immediatamente a sud di Youngstown, con la quale forma un unico agglomerato urbano.

## Storia
Boardman è stata fondata da Elia Boardman nel 1780. Anche se il census-designated place di Boardman è costituito da un'espansione suburbana da Youngstown, in passato, Boardman era tradizionalmente una comunità agricola con coltivazioni di grano e frutteti di mele.
A causa della sua natura agricola, Boardman inizio il suo sviluppo soltanto a partire dal 1950.

## Sport
A Boardman è cresciuto Bernie Kosar, il primo quarterback dei Cleveland Browns. Kosar ha giocato otto anni con i Browns ed è stato uno dei calciatori più famosi nella storia dell'Ohio.